# Erling Stuer Lauridsen
Erling Stuer Lauridsen (ur. 27 listopada 1916 w Kongens Lyngby, zm. 12 marca 2012 w Gentofte) – duński zapaśnik walczący w stylu klasycznym. Olimpijczyk z Londynu 1948, gdzie zajął szóste miejsce w kategorii do 87 kg.
Mistrz Danii w: 1943, 1944, 1946, 1947; drugi w 1949; trzeci w 1948 roku.

## Letnie Igrzyska Olimpijskie 1948
| Konkurencja          | Rundy eliminacyjne      | Rundy eliminacyjne     | Rundy eliminacyjne        | Rundy eliminacyjne     | Klas. końcowa |
| Konkurencja          | Przeciwnik I            | Przeciwnik II          | Przeciwnik III            | Przeciwnik IV          | Miejsce       |
| -------------------- | ----------------------- | ---------------------- | ------------------------- | ---------------------- | ------------- |
| 87 kg styl klasyczny | Ibrahim Mahgoub (LIB) Z | Peter Enzinger (AUT) Z | Karl-Erik Nilsson (SWE) P | Kelpo Gröndahl (FIN) P | 6.            |